# Pelegrina galathea
Pelegrina galathea är en spindelart som först beskrevs av Charles Athanase Walckenaer 1837.  Pelegrina galathea ingår i släktet Pelegrina och familjen hoppspindlar. Inga underarter finns listade i Catalogue of Life.